# Zavod sv. Stanislava
Zavod sv. Stanislava v Šentvidu v Ljubljani je ustanova Nadškofije Ljubljana, namenjena izobraževanju in vzgoji ter kulturni dejavnosti. Njeni začetki segajo v zadnja leta 19. stoletja, ko je takratni ljubljanski škof Anton Bonaventura Jeglič predstavil zamisel o gradnji prve povsem slovenske gimnazije. Po mnogih zapletih, ko mestne oblasti niso dovolile gradnje v bližini cerkve sv. Petra, je škof Jeglič 16. julija 1901 blagoslovil temeljni kamen za gradnjo Zavoda sv. Stanislava (ker je želel ustanoviti dva zavoda, je uporabil naziv Škofovi zavodi). Gradnja je trajala več kot 4 leta, stroški pa so bili temu primerni. Izkušenega arhitekta za velike gradnje je škof pripeljal iz Sarajeva. Delo je uspešno vodil Josip Vancaš. Škof je prostore blagoslovil 21. septembra 1905. 
Gimnazija je v Zavodu sv. Stanislava delovala do druge svetovne vojne, ko so stavbo izpraznili in zasedli Nemci. Profesorji in dijaki so morali v nekaj urah zapustiti vse prostore in oditi. Prostori zavoda so postali koncentracijsko taborišče. V učilnice so natrpali slovenske družine z Gorenjske in iz Mežiške doline (800 ljudi, po 50 na spalnico), ki so jih potem izgnali v Srbijo, na Hrvaško, v Bosno in v delovna taborišča v Nemčiji. V Šentvid so poslali tudi nekatere zapornike iz Begunj, ki jih niso ustrelili kot talce. Leta 1942 so taborišče preselili v Goričane, v zavodu pa so politično vzgajali mladino. Po koncu vojne je bilo v prostorih današnjega zavoda zbirno mesto za ujete domobrance, ki so bili pozneje večinoma usmrčeni. Stavba je bila nato namenjena vojski. V njej je bila vojašnica JLA, ki je stavbo leta 1991 zapustila.
Po osamosvojitvi leta 1991 je bila stavba vrnjena Nadškofiji Ljubljana, že 1. septembra 1993 pa se je na Škofijski klasični gimnaziji, ki deluje znotraj zavoda, ponovno začel pouk. 
Danes v prenovljenih prostorih Zavoda sv. Stanislava poleg Škofijske klasične gimnazije delujejo Jegličev dijaški dom, Študentski dom Janeza F. Gnidovca, Glasbena šola in Slovenski dom (Galerija Staneta Kregarja). 1. septembra 2008 je začela delovati tudi Osnovna šola Alojzija Šuštarja, 1. septembra 2014 pa tudi Vrtec Dobrega pastirja. Prostore ima še Radio Ognjišče.

## Vodstvo

### Ravnatelji (do 1944)
- Janez Frančišek Gnidovec, 1905–1919
- Anton Ratajec
- Anton Breznik

### Direktorji (od 1993)
- Borut Košir, 1993–2000
- Anton Jamnik, 2000–2006
- Roman Globokar, 2006–2018
- Anton (Tone) Česen, 2018-

## Profesorji (do 1944)
- Ignacij Breitenberger (1885, Idrija – 1961, Vipava), profesor nemščine, slovenščine in latinščine, duhovnik
- Anton Breznik (1881, Ihan – 1944, Ljubljana), jezikoslovec, duhovnik; ravnatelj
- Vojteh Hybášek (1873, Ruženo, Moravska – 1947, Šentvid), glasbeni pedagog, prevajalec, duhovnik
- Franc Jaklič (1892, Sodražica – 1967, Milwaukee), duhovnik, nabožni pisatelj; prefekt
- Leopold Jurca (1905, Branik – 1988, Koper), duhovnik, narodni delavec; tudi dijak
- Andrej Karlin (1857, Stara Loka – 1933, Maribor), duhovnik, škof; rektor
- Stane Kregar (1905, Zapuže – 1973, Ljubljana), slikar, duhovnik; tudi dijak
- Franc Omerza (1885, Župeča vas – 1940, Ljubljana), prevajalec, klasični filolog, duhovnik
- Ivan Sadar (1890, Cerovec (Javorje pri Litiji) – 1926, Koprivnik), duhovnik, pesnik; prefekt
- Venceslav Snoj (1908, Toplica pri Zagorju – 1967), duhovnik, glasbenik, predavatelj; tudi dijak
- Josip Šimenc (1888, Podgora pri Dolskem – 1965, Ljubljana), duhovnik, bogoslovni pisec; prefekt, rektor
- Jakob Šolar (1896, Rudno pri Železnikih – 1968, Ljubljana), jezikoslovec, prevajalec, urednik
- Matija Tomc (1899, Kapljišče pri Metliki – 1986, Domžale), duhovnik, skladatelj; tudi dijak
- Franc Ušeničnik (1866, Predmost – 1952, Ljubljana), teolog, duhovnik; rektor
- Ivan Vrečar (1898, Dobrunje – 1978, Trst), duhovnik, nabožni pisec; prefekt
- Janez Evangelist Zore (1875, Bogneča vas – 1944, Ljubljana), duhovnik, cerkveni zgodovinar; prefekt

## Znani dijaki (do 1944)
Seznam oseb je nastal na podlagi podatkov iz Slovenskega biografskega leksikona in seznama maturantov Škofijske klasične gimnazije 1913–1944 v zborniku 100 let Zavoda sv. Stanislava.

### Agronomi, biologi, farmacevti, kemiki
- Pavle Bohinc (1911, Ljubljana – 1991), farmacevt
- Erik Eiselt (1900, Podpreska – 1975, Ljubljana), agronom
- Pavle Eržen (1916, Puštal – 1992) kemik, strokovnjak za jeklarstvo
- Jakob Ferjan (1914, Spodnje Laze – 1974, Spodnje Laze), agronom
- Anton Polenec (1910, Puštal – 2000, Kranj), zoolog

### Arhitekti, likovni umetniki
- Anton Bitenc (1920, Šentvid – 1977, Ljubljana), arhitekt
- Tone Kralj (1900, Zagorica – 1975, Ljubljana), slikar, kipar
- Jože Kregar (1921, Šentvid – 1991), arhitekt
- Janez Mežan (1897, Spodnji Brnik – 1972, Ptuj), slikar

### Duhovniki, teologi, nabožni pisci
- Jože Cukale (1915, Vrhnika – 1999), duhovnik, misijonar, pesnik, slikar
- Franc Cvar (1911, Sodražica – 1942, Vesela Gora), duhovnik
- Franc Dolinar (1915, Ljubljana – 1983, Rim), duhovnik, cerkveni zgodovinar
- Anton Duhovnik (1910, Preska – 1945, Mauthausen), duhovnik
- Edvard Ferjančič (1898, Vipava – 1957, Kojsko), duhovnik
- Jože Gole (1916, Zagorica pri Dobrniču – 2013, Milwaukee), duhovnik (ZDA), teolog
- Melhior Golob (1915, Brezje pri Mekinjah – ?), duhovnik, nabožni pisec
- Mirko Gogala (1919, Šmarje-Sap – 2015, San Miguel, Buenos Aires), duhovnik, teolog
- Janez Hladnik (1902, Rovte – 1965, Buenos Aires), duhovnik, misijonar
- Anton Hren (1901, Verd pri Vrhniki – 1943, Nova vas pri Blokah), duhovnik
- Ivan Jerič (1891, Dokležovje pri Beltincih – 1975, Slovenj Gradec), duhovnik, publicist, politik
- Janez Jenko (1910, Mavčiče – 1994, Koper), teolog, duhovnik, škof
- Janez Jenko (1923, Vodice – 2010, Ljubljana), duhovnik, teolog, učitelj, nabožni pisatelj
- Janez Kmet (1917, Gornji Podšumbrek, Sela – 1965), duhovnik, pisatelj
- Jožef Kofalt (1909, Krvavičji vrh pri Semiču – 1942), duhovnik
- Vladimir Kozina (1919, Zapotok pri Sodražici – 2014), duhovnik (ZDA)
- Ignacij Kunstelj (1908, Vrhnika – 1981), prvi slovenski duhovnik v Londonu
- Stanislav Lenič (1911, Župeča vas – 1991, Ljubljana), duhovnik, pomožni škof
- Jakob Mavec (1913, Ig – 1945), duhovnik
- Rudolf Mecilošek (1904, Zagorje ob Savi – 1944, Kraljevo), duhovnik
- Metod Mikuž (1909, Prečna – 1982), duhovnik, teolog, zgodovinar
- Ignacij Nadrah (1896, Mrzlo Polje pri Stični – 1947, Maribor), duhovnik
- Alojzij Odar (1902, Jereka – 1953, Buenos Aires), duhovnik, publicist
- Viktor Perkan (1908, Trnovo pri Ilirski Bistrici – 1945, Jelšane), duhovnik
- Anton Pilat (1909, Štanjel na Krasu – 1991, Mirenski Grad), duhovnik
- Anton Piščanec (1900, Cvetrož pri Rihenbergu –  1961), duhovnik
- Jožef Pokorn (1912, Škofja Loka – 1943, Bela krajina), duhovnik
- Ciril Potočnik (1894, Žirovski vrh – 1950, Ljubljana), duhovnik, nabožni pisec
- Franc Premrl (1899, Vrhpolje – 1988, Podraga), duhovnik, prevajalec, učitelj slovenščine, fotograf
- Branko Rozman (1925, Bohinjska Bistrica – 2011, Ljubljana), duhovnik, dramatik, pesnik, urednik
- France Sodja (1914, Bohinjska Bistrica – 2007, Toronto), duhovnik, pesnik, pisatelj
- Anton Strle (1915, Osredek – 2003, Ljubljana), duhovnik, teolog, prevajalec
- Anton Šinkar (1916, Selca – 1943, Mozelj), duhovnik
- Jože Šolar (1912, Mirna na Dolenjskem – 1945) duhovnik
- Alojz Štrubelj (1917, Šmarje-Sap – 2004), duhovnik, prevajalec, lokalni zgodovinar, dijak
- Alojzij Šuštar (1920, Grmada nad Trebnjem – 2007, Šentvid pri Ljubljani), duhovnik, teolog, nadškof
- Jožef Vidau (1904, Opčine – 1983), duhovnik
- Viktor Vitigoj (1915, Dolenja vas pri Čatežu – 1943, Čatež), duhovnik
- Anton Vovk (1900, Vrba – 1963, Ljubljana), duhovnik, teolog, nadškof
- Vinko Zaletel (1912, Stanežiče (Šentvid pri Ljubljani) – 1995, Pliberk), potopisec, duhovnik
- Vinko Zor (1892, Vaše – 1964, Medvode), duhovnik, prosvetni delavec
- Miroslav Zorn (1903, Privačina – 1995, Gorica), duhovnik, lokalni zgodovinar
- Jožef Žabkar (1914, Ljubljana – 1984, Rim), duhovnik, teolog, nuncij

### Geografi, zgodovinarji, umetnostni zgodovinarji
- Pavle Blaznik (1903, Škofja Loka – 1984, Ljubljana), zgodovinar
- Stane Gabrovec (1920, Kamnik – 2015, Kamnik), arheolog, akademik
- Ivo Juvančič (1899, Bovec – ?), duhovnik, zgodovinar, publicist
- Ivan Simonič (1905, Vinji Vrh pri Semiču – 1979, Ljubljana), geograf, zgodovinar
- Jakob Soklič (1893, Bled – 1972, Slovenj Gradec), umetnostni zgodovinar, duhovnik
- Blaž Svetelj (1893, Podgorje – 1944, Ljubljana), geograf, stenograf
- Pavle Urankar (1902, Selce, Lukovica – 1991, Ljubljana), zgodovinar, strokovni pisec
- Hinko Uršič (1911, Šmaver pri Gorici – 1994, Tolmin), geograf, zgodovinar
- Alojzij Zupanc (1893, Znojile pri Krki – 1974), duhovnik, vzgojitelj, čebelar, zgodovinar

### Glasbeniki
- Anton Dolinar (1894, Trata – 1953, Yates Centre, Kansas), duhovnik, skladatelj
- Vinko Lovšin (1895, Jurjevica – 1953, Buenos Aires), glasbenik, duhovnik
- Alojzij Mav (1898, Groblje – 1977, Ljubljana), duhovnik, skladatelj, dirigent

### Jezikoslovci
- Ivan Dornik (1892, Nevlje – 1968, Maribor), slavist, klasični filolog, pisatelj
- Anton Koritnik (1875, Briše pri Polhovem Gradcu – 1951, Ljubljana), klasični filolog, duhovnik
- Albin Vilhar (1902, Postojna – 1975, Beograd), klasični filolog, prevajalec, leksikograf

### Literati, publicisti, prevajalci
- Rado Bednařik (1902, Gorica – 1975, Gorica), publicist
- Jože Golec (1901, Polje ob Sotli – 1945, Trst), publicist
- Lojze Golobič (1902, Štrekljevec pri Semiču – 1934, Ljubljana), pesnik, urednik
- Ivan Hribovšek (1923, Radovljica – 1945), pesnik, filolog
- Jože Brejc (Jože Javoršek) (1920, Velike Lašče – 1990, Ljubljana), dramatik, pisatelj, prevajalec
- Aleksander Javornik (1922, Ljubljana – 1974, Ljubljana), novinar
- Janez Jeretina (1894, Brezje pri Dobu – 1921, Šentvid), pesnik, duhovnik; prefekt
- Martin Jevnikar (1913, Spodnje Brezovo – 2004, Trst), literarni zgodovinar, esejist, prevajalec, kritik
- Andrej Kalan (1858, Pevno pri Stari Loki – 1933, Ljubljana), duhovnik, pisec, prevajalec, politik
- Janez Klarič (1920, Mavrc pri Kostelu – 1942, Kočevski rog), pesnik
- Jože Košiček (1898, Žužemberk – 1979, Buenos Aires), duhovnik, publicist, politik
- France Kunstelj (1914, Vrhnika – 1945, Teharje), duhovnik, pisatelj, dramatik
- Janko Moder (1914, Dol pri Ljubljani – 2006, Ljubljana), prevajalec, urednik, publicist
- Tine Orel (1913, Trzin – 1986, Mali Lošinj), publicist, urednik, organizator planinstva
- Jan Plestenjak (1899, Sv. Barbara nad Škofjo Loko – 1947, Ljubljana), pripovednik
- Dušan Pleničar (1921, Litija – 1992, London), pisatelj, kulturni delavec, poslovnež
- Ludvik Puš (1896, Velike Češnijce – 1989, New York), politik, pisatelj
- Albert Rejec (1899, Tolmin – 1976, Ljubljana), publicist, narodni delavec
- Janez Remic (1921, Bohinjska Bistrica – 1945, Slovenj Gradec), pesnik, kritik
- Anton Vodnik (1901 – 1965), pesnik, umetnostni zgodovinar
- Joža Vombergar (1902, Cerklje na Gorenjskem – 1980, Buenos Aires), dramatik, prevajalec
- Filip Terčelj (1893, Grivače – 1946, Davča) duhovnik, pisatelj
- Jožef Tomažin (1901, Dunaj – 1925, Dunaj), pesnik
- Janez Tominc (1921, Kamnik – 1942, Primča vas), pisatelj, zgodovinar, sodelavec OF

### Matematiki, fiziki
- Franc Kvaternik (1919, Osilnica – 1981, Ljubljana), fizik
- Albin Žabkar (1901, Krško – 1962, Ljubljana), matematik

### Politiki, politični delavci
- France Bučar (1923, Bohinjska Bistrica – 2015, Ljubljana), pravnik, politik
- Aleksander Štempihar (1922, Ljubljana – 1945, Vojsko), partizanski kulturni delavec
- Tone Tomšič (1910, Trst – 1942, Ljubljana), politični delavec
- Jože Zemljak (1908, Ljubljana – 1987, Ljubljana), politik, diplomat, urednik

### Pravniki
- Ivan Martelanc (1902, Šempeter pri Novi Gorici – 1945), pravnik, politični delavec
- Maks Peterlin (1894, Podboršt pri Komendi – 1982, Golnik), športnik, pravnik
- Janez Šmidovnik (1921, Tunjice – 2016), pravnik
- Lado Švigelj (1915, Kožljek –), pravnik, strokovnjak za lovstvo
- Ivan Tomšič (1902, Tacen – 1976, Dubrovnik), pravnik

### Zdravniki
- Henrik Heferle (1900, Mokronog – 1967, Ljubljana), zdravnik, zgodovinar
- Polde Hladnik (1919, Žiri), zdravnik
- Gabrijel Hrušovar (1921, Zgornja Hudinja – 2002, Ljubljana), zdravnik
- Valentin Kušar (1904, Učak pri Trojanah – 1984, Maribor), patolog
- Valentin Meršol (1894, Radovljica – 1981, Cleveland), zdravnik
- Viktor Volčjak (1913, Škofja Loka – 1987, Ljubljana) zdravnik
- Josip Vrtovec (1899, Velike Žablje – 1978, Gorica), zdravnik

### Ostali
- Karol Naglič (1892, Šmarca – 1965, Šmarca), podjetnik, strojnik, tovarnar
- Egidij Vršaj (1923, Čatež pod Zaplazom – 2009), gospodarstvenik
- Josip Šolar (1903, Ljubljana – 1955), kolesar
- Leon Žlebnik (1918, Materija – 2004, Ljubljana), filozof, psiholog